# Conducere în stare de ebrietate

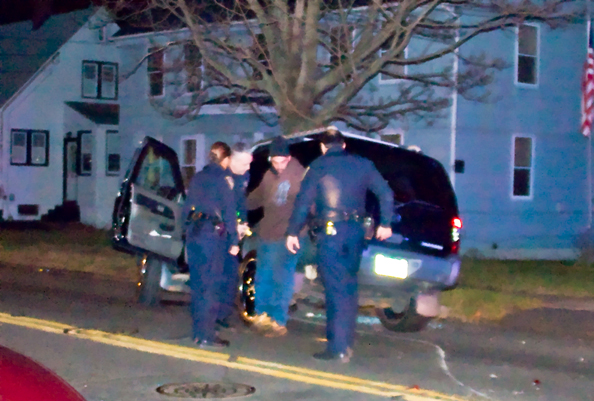
Ofițerii de poliție din Connecticut, Statele Unite ale Americii, efectuează un test standardizat de sobrietate pe teren unui șofer suspectat de conducere în stare de ebrietate.

Conducerea în stare de ebrietate este actul de a conduce un vehicul având o alcoolemie crescută. Chiar și o creștere mică a nivelului de alcool din sânge crește riscul relativ de a fi implicat într-un accident rutier.
În Statele Unite, alcoolul este implicat în 32% din totalul deceselor din accidente rutiere.

## Terminologie

### Statele Unite ale Americii
În Statele Unite, majoritatea statelor și-au generalizat legile privind infracțiunile penale la conducerea sub influența alcoolului (DUI). Aceste legi DUI se aplică în general intoxicației cu orice drog, inclusiv alcoolul. Aceste legi se pot aplica și la operarea ambarcațiunilor, aeronavelor, utilajelor agricole, trăsurilor și bicicletelor. Termenii specifici folosiți pentru a descrie infracțiunile de conducere sub influența alcoolului includ „a bea și a conduce”, „condus în stare de ebrietate” și „condus în stare de beție”. Majoritatea infracțiunilor DUI sunt legate de alcool, astfel încât termenii sunt folosiți interschimbabil în limbajul comun, iar „DUI legat de droguri” este folosit pentru a se face distincția.

### Regatul Unit
În Regatul Unit, există două infracțiuni separate legate de alcool și conducere. Prima este „Conducerea sau tentativa de conducere cu un nivel excesiv de alcool” (cod legal DR10), iar cealaltă este cunoscută sub numele de „A fi în posesia unui vehicul cu un nivel excesiv de alcool” (cod legal DR40) sau „beat la volan” datorită formulării din Legea privind permisele de conducere din 1872. În ceea ce privește vehiculele cu motor, Legea privind siguranța rutieră din 1967 a creat o infracțiune mai restrânsă de a conduce (sau a fi responsabil de) un vehicul având un nivel de alcool în respirație, sânge sau urină peste limitele prescrise (denumită colocvial „peste limită”). Aceste prevederi au fost reintroduse în Legea privind traficul rutier din 1988. O infracțiune separată din Legea din 1988 se aplică bicicletelor. Deși Legea din 1872 este în mare parte depășită, infracțiunea de a fi „beat la volan ... al oricărei trăsuri, cai, vite sau locomotive cu abur” este încă în vigoare; „trăsură” a fost uneori interpretată ca incluzând scuterele electrice pentru mobilitate.

## Măsurarea intoxicației

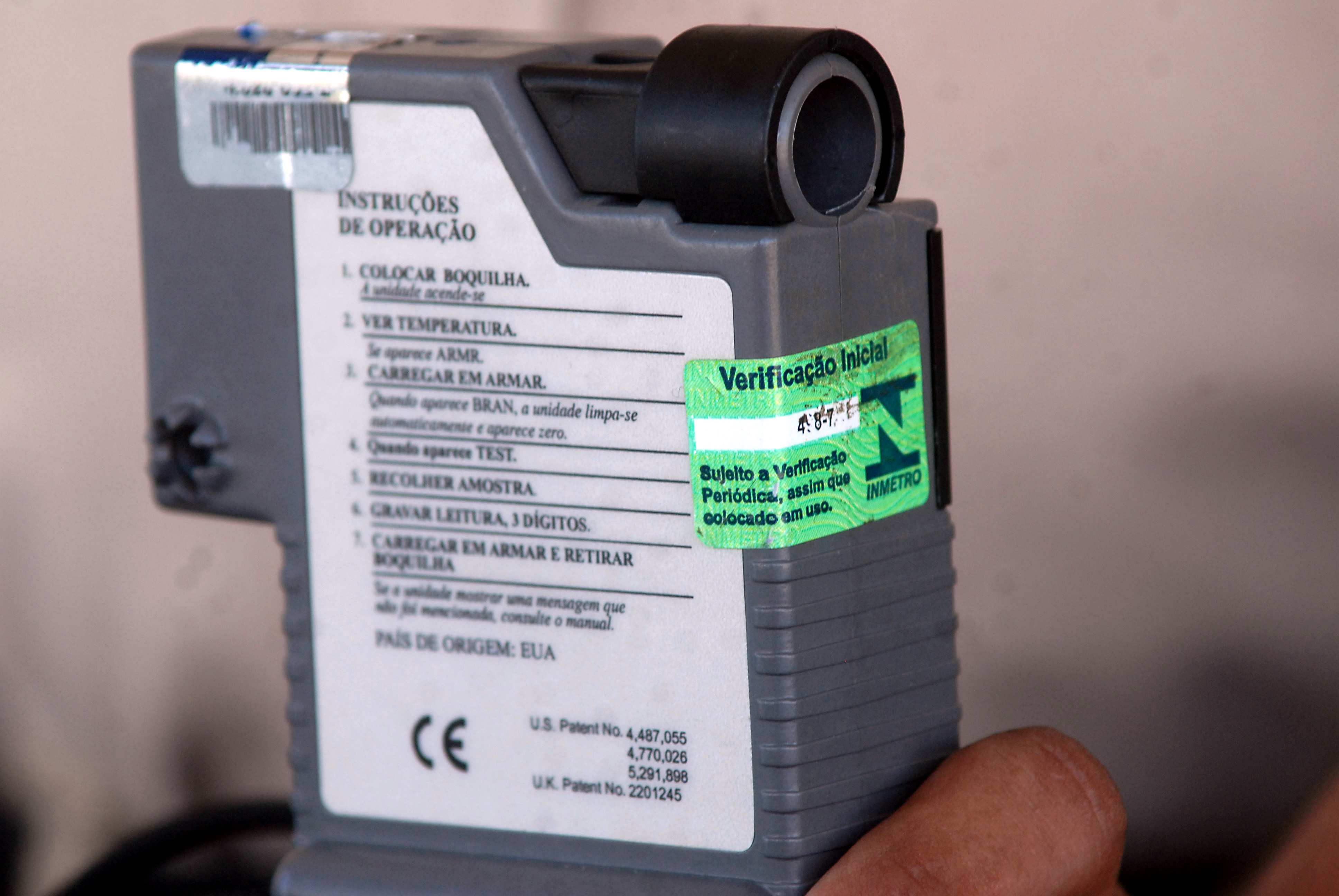
Un etilotest de poliție, mai specific un Alco-Sensor IV

Nivelul de intoxicație al unui șofer beat poate fi măsurat de poliție folosind trei metode, în funcție de jurisdicție: sânge, respirație sau urină. Rezultatele obținute sunt concentrația de alcool în sânge (alcoolemie), concentrația de alcool în aerul expirat (BrAC) sau rezultatul analizei urinei. În scopuri de aplicare a legii, analiza respirației folosind etilotestul este metoda preferată, deoarece rezultatele sunt disponibile aproape instantaneu. O valoare care depășește un nivel prag specific, cum ar fi o alcoolemie de 0,08% (8 la mie), definește infracțiunea penală fără a fi necesară dovada afectării capacității de conducere.
În unele jurisdicții, există o categorie agravată a infracțiunii pentru valori mai mari ale alcoolemiei, cum ar fi 0,12%, 0,15% sau 0,25%. În multe jurisdicții, agenții de poliție pot efectua teste de teren asupra suspecților pentru a căuta semne de intoxicație. Sunt cazuri în Canada unde agenții au găsit un suspect inconștient după un accident și i-au prelevat o probă de sânge.
Odată cu apariția unui test științific pentru alcoolemie, forțele de ordine au trecut de la testarea sobrietății pe teren (de ex., solicitarea suspectului de a sta pe un picior) la depășirea unei anumite valori a alcoolemiei în timpul conducerii. Cu toate acestea, acest lucru nu exclude existența și utilizarea simultană a testelor subiective mai vechi, în care agenții de poliție evaluează gradul de intoxicație al suspectului prin solicitarea unor activități sau prin examinarea ochilor și a răspunsurilor acestuia. Valabilitatea echipamentelor/metodelor de testare pentru determinarea alcoolului în aerul expirat și sânge, precum și relațiile matematice dintre valorile concentrației de alcool în aerul expirat/sânge și nivelul de intoxicație, au fost criticate. Defecțiunile la testare și calibrarea necorespunzătoare a echipamentelor sunt adesea folosite ca argumente în apărarea acuzațiilor de conducere sub influența alcoolului (DUI) sau conducere sub influența drogurilor (DWI).

## Efectele alcoolului

### Efecte asupra proceselor cognitive
Alcoolul este un deprimant care afectează în principal funcționarea creierului. Alcoolul afectează întâi componentele cele mai vitale ale creierului, iar „atunci când cortexul cerebral este eliberat de funcțiile sale de integrare și control, procesele legate de judecată și comportament apar într-un mod dezorganizat, iar operarea corectă a sarcinilor comportamentale devine perturbată.” Alcoolul slăbește o varietate de abilități necesare pentru îndeplinirea sarcinilor zilnice. Consumul unei cantități suficiente de alcool suficient pentru a provoca o concentrație a alcoolului în sânge (alcoolemie) de 0,03–0,12% determină, în mod normal, o roșeață accentuată a feței, afectarea capacității de judecată și a coordonării motorii fine. O alcoolemie de 0,09% până la 0,25% provoacă letargie, sedare, probleme de echilibru și vedere încețoșată. O alcoolemie între 0,18% și 0.30% provoacă confuzie profundă, tulburări de vorbire (de ex., bâlbâire), clătinare, amețeală și vărsături. O alcoolemie între 0,25% și 0,40% provoacă stupoare, inconștiență, amnezie anterogradă, vărsături și deprimare respiratorie (care poate pune viața în pericol). O alcoolemie între 0,35% și 0,80% provoacă comă (inconștiență), deprimare respiratorie care pune viața în pericol și posibil intoxicație cu alcool fatală. Există o serie de factori care afectează timpul în care alcoolemia va ajunge sau va depăși 0,08, inclusiv greutatea, timpul scurs de la ultimul consum de alcool și dacă persoana a mâncat sau nu în timpul consumului de alcool. Un bărbat de 77 de kg poate consuma mai mult alcool decât o femeie de 61 de kg înainte de a depăși limita legală a alcoolemiei.
Unul dintre principalele efecte ale alcoolului este afectarea severă a capacității unei persoane de a-și schimba atenția de la un lucru la altul, „fără a afecta semnificativ funcțiile senzori-motorii”. Acest lucru indică faptul că persoanele intoxicate nu își pot schimba atenția în mod corespunzător fără a afecta simțurile. Persoanele intoxicate au, de asemenea, un câmp vizual utilizabil mult mai restrâns decât persoanele sobre. Informațiile pe care le primește creierul de la ochi „sunt perturbate dacă ochii trebuie să fie rotiți lateral pentru a detecta stimuli sau dacă ochii trebuie să fie mutați rapid dintr-un punct în altul.”

### Efecte asupra condusului
Studiile arată o creștere exponențială a riscului relativ de accident odată cu creșterea liniară a alcoolemiei. NHTSA (Administrația Națională pentru Siguranța Traficului pe Autostrăzi) raportează că următoarele niveluri ale concentrației de alcool în sânge (alcoolemie) la un șofer vor avea următoarele efecte predictibile asupra capacității sale de a conduce în siguranță: (1) O alcoolemie de 0,02 va duce la o „[d]eclin al funcțiilor vizuale (urmărirea rapidă a unei ținte în mișcare), o scădere a capacității de a îndeplini două sarcini simultan (atenție împărțită)”; (2) O alcoolemie de 0,05 va duce la „[r]educerea coordonării, reducerea capacității de a urmări obiectele în mișcare, dificultate la volan, răspuns diminuat la situațiile de urgență în conducere”; (3) O alcoolemie de 0.08 va duce la „[p]ierdea atenției, pierderea memoriei pe termen scurt, controlul vitezei, reducerea capacității de procesare a informațiilor (de ex., detectarea semnalelor, căutarea vizuală), percepție afectată”; (4) O alcoolemie de 0,10 va duce la „[r]educerea capacității de a menține poziția pe bandă și de a frâna corespunzător”; și (5) O alcoolemie de 0,15 va duce la „[a]fectarea substanțială a controlului vehiculului, a atenției la sarcina de conducere și a prelucrării informațiilor vizuale și auditive necesare.”
Există mai multe mecanisme de testare utilizate pentru a evalua capacitatea unei persoane de a conduce, care indică nivelurile de intoxicație. Unul dintre acestea este denumit sarcină de urmărire, care testează coordonarea mâinii–ochi, în care „[sarcina este de a menține un obiect pe o cale prestabilită prin controlul poziției sale prin rotirea volanului. Afectarea performanței se observă la alcoolemii de până la 0,7 mg/mL (0,066%).” O altă formă de test este o sarcină de reacție la alegere, care se ocupă mai ales de funcția cognitivă. În această formă de testare sunt evaluate atât auzul, cât și vederea, iar șoferii trebuie să dea un „[răspuns conform unor reguli care necesită procesare mentală înainte de a da răspunsul].” Acesta este un indicator util deoarece într-o situație reală de conducere șoferii trebuie să își împartă atenția „[între o sarcină de urmărire și supravegherea mediului.” S-a constatat că „[chiar și alcoolemiile foarte scăzute sunt suficiente pentru a produce o afectare semnificativă a performanței]” în acest domeniu al procesului de gândire.

#### Efectul Grand Rapids

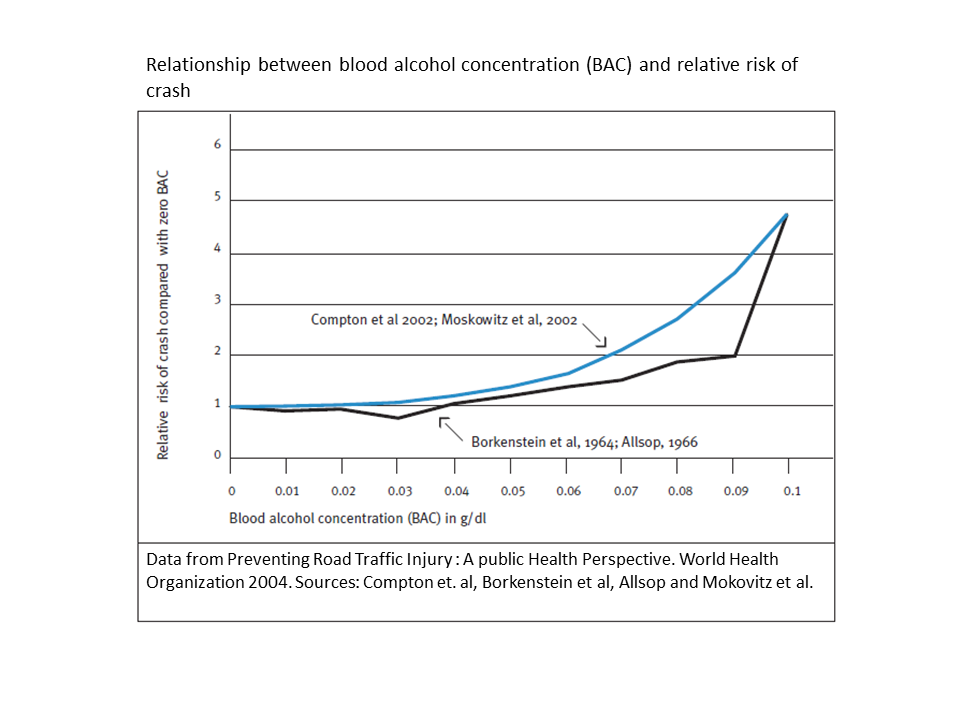
Riscul relativ de accident la Grand Rapids (Borkenstein) bazat pe nivelul de alcool în sânge versus date mai recente

Un studiu din 1964 realizat de Robert Frank Borkenstein⁠(d) a analizat date din Grand Rapids, Michigan. Principala concluzie a studiului Grand Rapids a fost că pentru valori mai mari ale alcoolemiei, riscul de coliziune crește brusc; pentru o alcoolemie de 0,15%, riscul este de 25 de ori mai mare decât pentru o alcoolemie zero. Limitele alcoolemiei din Germania și din multe alte țări au fost stabilite pe baza acestui studiu din Grand Rapids. Cercetări ulterioare au arătat că toate coliziunile suplimentare cauzate de alcool s-au datorat unei alcoolemii de cel puțin 0,06%, 96% dintre ele datorându-se unei alcoolemii peste 0,08% și 79% datorându-se unei alcoolemii peste 0,12%. Un aspect surprinzător al studiului a fost că, în analiza principală, o alcoolemie de 0,01–0,04% a fost asociată cu un risc mai mic de coliziuni decât o alcoolemie de 0%, o caracteristică denumită Efectul Grand Rapids sau Scăderea Grand Rapids. Un studiu din 1995 al Universității Würzburg pe date din Germania a constat similar că riscul de coliziuni a părut să fie mai mic pentru șoferii cu o alcoolemie de 0,04% sau mai puțin decât pentru șoferii cu o alcoolemie de 0%.
Studiile privind afectarea abilității de a conduce din cauza alcoolului au constatat că aceasta începe imediat ce alcoolul este detectabil. Astfel, literatura a tratat în mare parte Scăderea Grand Rapids ca un efect statistic, similar paradoxului lui Simpson. Analiza din studiul Grand Rapids s-a bazat în principal pe statistici univariate, care nu a putut izola efectele vârstei, sexului și obiceiurilor de consum al alcoolului de efectele altor variabile. În special, atunci când datele sunt reanalizate prin construirea unor grafice separate ale ratei de accident cu alcoolemie pentru fiecare frecvență de consum, nu există nicio formă de J în niciunul dintre grafice, iar ratele de coliziune cresc începând de la 0% alcoolemie. Analiza studiului Grand Rapids a fost influențată de includerea șoferilor mai tineri de 25 de ani și mai în vârstă de 55 de ani care nu beau des, dar care aveau rate de accident semnificativ mai mari chiar și atunci când nu consumau alcool. Un studiu mai recent care a folosit date din 1997-1999 a replicat Scăderea Grand Rapids, dar a constatat că ajustarea pentru covariabile folosind regresia logistică a făcut ca scăderea să dispară.

### Rata de recuperare percepută
Un efect direct al alcoolului asupra creierului uman este supraestimarea rapidității cu care organismul își revine din efectele alcoolului. Un studiu, prezentat în articolul „De ce șoferii beți se urcă la volan”, a fost realizat cu studenți, cărora li s-a testat „capacitatea de a învăța un labirint ascuns pe măsură ce concentrația de alcool în sânge (alcoolemie) [conținutul de alcool în sânge] creștea și scădea pe o perioadă de 8 ore”. Cercetătorii au descoperit prin studiu că pe măsură ce studenții consumau mai mult alcool, numărul greșelilor lor creștea „iar recuperarea deficiențelor cognitive de bază care duc la aceste erori este mai lentă și mai strâns legată de concentrația reală de alcool în sânge decât reducerea mai rapidă a sentimentului subiectiv de beție al participanților”.
Participanții credeau că se recuperau după efectele adverse ale alcoolului mult mai repede decât se întâmpla în realitate. Această percepție a recuperării este o explicație plauzibilă a motivului pentru care atât de mulți oameni simt că pot conduce în siguranță un vehicul cu motor atunci când nu și-au revenit complet după alcoolul pe care l-au consumat, indicând faptul că ritmul de revenire nu coincide cu senzația de revenire.
Procesul de gândire și funcțiile creierului pierdute sub influența alcoolului reprezintă un element esențial în ceea ce privește capacitatea de a conduce în siguranță, inclusiv „evaluarea situației la treceri sau schimbarea benzii pe drum”. Aceste abilități esențiale de conducere se pierd în timp ce o persoană este sub influența alcoolului.

### Riscuri

Procentul accidentelor rutiere mortale din SUA în care nivelul alcoolemiei șoferului a fost de 0,01 și peste, 1999–2012

Conducerea sub influența alcoolului este unul dintre cei mai mari factori de risc care contribuie la accidentele rutiere. În 2015, pentru persoanele din Europa cu vârsta cuprinsă între 15 și 29 de ani, condusul sub influența alcoolului a fost una dintre principalele cauze ale mortalității. Potrivit Administrației Naționale pentru Siguranța Traficului pe Autostrăzi (NHTSA) din Statele Unite, accidentele rutiere legate de alcool provoacă daune anuale de aproximativ 37 de miliarde de dolari. Se estimează că infracțiunile DUI (conducerea sub influența alcoolului) și accidentele rutiere legate de alcool produc daune de 45 de miliarde de dolari în fiecare an. Costurile combinate ale taxelor de tractare și depozitare, ale onorariilor avocaților, ale taxelor de eliberare pe cauțiune, amenzilor, taxelor de tribunal, dispozitivelor de blocare a contactului la pornire, taxelor cursurilor de școală de circulație și taxelor DMV înseamnă că o primă acuzație DUI poate costa mii sau zeci de mii de dolari.
Accidentele rutiere sunt cauzate predominant de condusul sub influența alcoolului pentru persoanele din Europa cu vârsta cuprinsă între 15 și 29 de ani, fiind una dintre principalele cauze ale mortalității în această categorie. Potrivit Administrației Naționale pentru Siguranța Traficului pe Autostrăzi (NHTSA) din Statele Unite, coliziunile legate de alcool provoacă daune anuale de aproximativ 37 de miliarde de dolari. La fiecare 51 de minute, o persoană moare din cauza unei coliziuni rutiere legate de alcool. Când vine vorba de asumarea riscurilor, există o predominanță masculină semnificativă, deoarece trăsăturile de personalitate, antisocialitatea și asumarea riscurilor sunt luate în considerare, toate acestea fiind implicate în infracțiunile DUI. Peste 7,7 milioane de minori cu vârsta cuprinsă între 12 și 20 de ani susțin că beau alcool, iar în medie, la fiecare 100.000 de americani minori, 1,2 au murit în accidente rutiere din cauza conducerii în stare de ebrietate.

## Caracteristicile șoferilor în stare de ebrietate

### Trăsături de personalitate
Așa cum era de așteptat, situațiile diferă, iar fiecare persoană este unică, însă studiile au identificat totuși anumite trăsături comune conducătorilor auto care se urcă la volan sub influența alcoolului. Un studiu intitulat „Personalitatea și sănătatea mintală a șoferilor beți recidivi din Suedia” a analizat 162 de suedezi condamnați pentru conducere sub influența alcoolului (DUI) din toate categoriile de vârstă pentru a identifica legături între factori psihologici și caracteristici. Studiul discută o varietate largă de caracteristici comune infractorilor DUI, printre care: „anxietate, depresie, inhibiție, lipsă de asertivitate, nevrozism și introversiune”. De asemenea, a fost identificat un tip de personalitate specific, în general mai antisocial, la infractorii recidiviști DUI. Nu este neobișnuit ca aceștia să fie diagnosticați cu tulburare de personalitate antisocială (TPA) și să prezinte unele dintre următoarele trăsături de personalitate: „răspuns social scăzut, lipsă de autocontrol, ostilitate, stil de viață cu decizii proaste, adaptare emoțională precară, agresivitate, căutare de senzații și impulsivitate”.
De asemenea, este frecvent ca infractorii care sunt antisociabili și care au un tată cu istoric de alcoolism să folosească băutura ca mecanism de adaptare, nu neapărat din motive sociale sau de plăcere. Infractorii care încep să bea la o vârstă mai fragedă pentru emoții tari și „distracție” sunt mai predispuși să devină antisociabili mai târziu în viață. Majoritatea eșantionului, 72%, provenea din medii considerate mai „normale”. Acest grup a început să bea la o vârstă mai înaintată, provenea din familii fără istoric de alcoolism, a avut un comportament relativ bun în copilărie, nu a fost afectat fizic și emoțional de alcool în comparație cu restul participanților la studiu și a prezentat mai puține complicații emoționale, cum ar fi anxietatea și depresia. Partea mai mică a eșantionului, 28%, provine din medii considerate în general mai puțin favorabile sau „anormale”. Aceștia au tendința de a începe să bea masiv la o vârstă mai fragedă și „au prezentat mai mulți factori de risc premorbizi, o dependență mai severă de substanțe și o deficiență psihosocială”.
Unele caracteristici asociate conducătorilor auto care beau au fost întâlnite mai des la un gen decât la altul. Femeile erau mai predispuse să fie afectate de probleme de sănătate mintală și fizică, să aibă probleme familiale și sociale, să consume mai multe droguri și erau adesea șomere. Cu toate acestea, femeile tindeau să aibă mai puține probleme legale decât infractorii bărbați tipici. Unele probleme specifice cu care se confruntau femeile erau că „aproape jumătate dintre femeile alcoolice tentau anterior să se sinucidă, iar aproape o treime sufereau de tulburare de anxietate”. Spre deosebire de femei, bărbații erau mai predispuși să aibă probleme profunde și complicații mai complexe, cum ar fi „un profil al problemelor mai complex, adică mai multe probleme juridice, psihologice și legate de muncă în comparație cu femeile alcoolice”. În general, eșantionul a fost testat ca fiind mult mai impulsiv în comparație cu grupurile de control.
Un alt element comun întregului grup a fost faptul că infractorii DUI erau mai dezavantajați social în comparație cu populația generală a șoferilor. S-a constat o corelație între lipsa de conștiinciozitate și accidente, ceea ce înseamnă că „șoferii cu un nivel scăzut de conștiinciozitate au fost implicați mai des în accidente rutiere decât alți șoferi”. La teste, șoferii au obținut scoruri foarte mari la aspectele „depresie, vulnerabilitate (la stres), sociabilitate, modestie, delicatețe”, dar scoruri semnificativ mai scăzute la „idei (curiozitate intelectuală), competență, dorință de realizare și autodisciplină”. De asemenea, eșantionul a prezentat scoruri considerabil mai mari decât media la „somatizare, obsesii-compulsii, sensibilitate interpersonală, depresie, anxietate, ostilitate, anxietate fobică, paranoia, psihoticism”, în special în zona depresiei. Prin aceste teste a fost descoperită o trăsătură de caracter anterior ignorată a infractorilor DUI prin „scorurile scăzute la domeniul deschiderii spre experiență”. Această zonă „include curiozitatea intelectuală, receptivitatea la lumea interioară a fanteziei și imaginației, aprecierea artei și frumuseții, deschiderea către emoțiile interioare, valori și experiențe active”. Din toți acești factori diverși, există doar unul care indică recidive pentru condusul sub influența alcoolului: depresia.

### Procese cognitive
Trăsăturile de personalitate ale infractorilor DUI nu sunt singurele care îi deosebesc de restul populației, ci și procesele lor cognitive sau de gândire. Ei sunt unici prin faptul că „deseori beau în ciuda severității sancțiunilor legale și financiare impuse de societate”.
Pe lângă aceste restricții sociale, infractorii DUI își ignoră propria experiență personală, inclusiv consecințele atât sociale, cât și fizice. Studiul „Predictori cognitivi ai implicării cu alcoolul și consecințele legate de consumul de alcool la un eșantion de infractori pentru conducere în stare de ebrietate” a fost realizat în Albuquerque, New Mexico, pe factorii cognitivi sau mentali ai infractorilor DUI. Caracteristici precum sexul, starea civilă și vârsta acestor infractori DWI erau similare cu cele din alte populații. Aproximativ 25% dintre femeile și 21% dintre bărbații infractori primiseră „un diagnostic de abuz de alcool pe viață”, iar 62% dintre femei și 70% dintre bărbați „au primit un diagnostic de dependență de alcool”. Toți infractorii aveau cel puțin o condamnare DWI, iar bărbații erau mai predispuși să aibă mai multe sancțiuni. În ceea ce privește obiceiurile de a bea, aproximativ 25% au declarat că „au consumat alcool în ziua precedentă, în timp ce alți 32% au indicat că au băut în ultima săptămână”. În ceea ce privește consumul de alcool acasă, „25% din eșantion beau cel puțin o dată pe săptămână în propria locuință”. S-au testat diferiți factori pentru a vedea dacă aceștia joacă un rol în decizia de a consuma alcool, inclusiv socializarea, așteptările că alcoolul este plăcut, resursele financiare pentru a cumpăra alcool și eliberarea de stres la locul de muncă. Studiul s-a concentrat, de asemenea, pe două zone principale: „repere intrapersonale” sau repere interne, care sunt reacții „la evenimente psihologice sau fizice interne” și „repere interpersonale” care rezultă din „influențe sociale în situațiile de consum de alcool”. Cei doi factori importanți din zonele testate au fost consumul dăunător de alcool și corelația acestuia cu „dorința/factorii declanșatori de a bea”. Din nou, comportamente diferite sunt caracteristice bărbaților și femeilor. Bărbații sunt „mai predispuși să abuzeze de alcool, să fie arestați pentru infracțiuni DWI și să raporteze mai multe consecințe negative legate de alcool”. Cu toate acestea, efectele alcoolului asupra femeilor variază deoarece metabolismul feminin procesează alcoolul semnificativ mai lent în comparație cu cel masculin, ceea ce le crește șansele de intoxicație. Cel mai important factor care influențează decizia de a bea a fost reprezentat de factorii situaționali, care includeau „indicatori care se referă la aspecte psihologice (de ex., să-și dea drumul, să se certe cu un prieten și să se supere pe ceva), sociale (de ex., să se relaxeze și să se distreze) și somatice (de ex., gustul plăcut al băuturii, trecerea pe lângă un magazin de băuturi alcoolice și creșterea plăcerii sexuale)”.
Poate forțele interne îi determină pe infractorii DUI să bea mai mult decât factorii externi, fapt indicat de rolul mai important pe care creierul și corpul îl joacă în detrimentul influențelor sociale. Această posibilitate pare a fi valabilă mai ales în cazul infractorilor recidiviști DUI, deoarece recidivele (spre deosebire de prima infracțiune) nu sunt corelate pozitiv cu disponibilitatea alcoolului. Un alt factor cognitiv poate fi utilizarea alcoolului pentru a face față problemelor. Devine din ce în ce mai evident că infractorii DUI nu apelează la mecanisme adecvate de gestionare a problemelor și, prin urmare, se refugiază în alcool pentru a găsi răspunsuri. Exemple de astfel de probleme „includ certuri, dispute și probleme cu oamenii de la locul de muncă, toate acestea implicând nevoia de strategii adaptive de gestionare a situațiilor dificile pentru a ajuta persoanele care beau cu risc ridicat să atenueze presiunile sau cerințele”. Infractorii DUI ar apela în mod normal la alcool mai degrabă decât la mecanisme mai sănătoase de gestionare a problemelor, iar alcoolul poate provoca mai multă furie, ceea ce poate duce la un cerc vicios în care se consumă și mai mult alcool pentru a face față problemelor legate de consumul de alcool. Aceasta nu este modalitatea recomandată de profesioniști pentru a face față greutăților vieții de zi cu zi, subliniind „necesitatea de a dezvolta control intern și mecanisme de autoreglare care să atenueze stresul, să reducă influența factorilor care duc la recidivă și să diminueze dorința de a bea ca parte a intervențiilor terapeutice”.

## Testele de sobrietate pe teren
Pentru a încerca să determine dacă un suspect este sub influența alcoolului, ofițerii de poliție din Statele Unite administrează de obicei teste de sobrietate pe teren pentru a stabili dacă există o cauză probabilă pentru arestarea unui individ suspectat de conducere sub influența alcoolului (DUI). Testul preliminar cu balonul (PBT) sau testul preliminar de screening al alcoolului (PAS) este uneori clasificat ca parte a testelor de sobrietate pe teren, deși nu face parte din seria testelor de performanță. Șoferii de vehicule comerciale sunt supuși testării PBT în unele state din SUA ca o cerință de „depistare a drogurilor”.

## Legile pe țară
Legile privind conducerea sub influența alcoolului variază semnificativ între țări, în special limita de alcoolemie permisă înainte ca o persoană să fie acuzată de infracțiune. Limitele variază de la limita de măsurare (toleranță zero) la 0,08%. Unele țări nu au limite sau legi privind alcoolemia. Unele jurisdicții au niveluri multiple de alcoolemie pentru diferite categorii de șoferi. În unele jurisdicții, șoferii sub influența alcoolului care rănesc sau omoară o altă persoană în timp ce conduc pot primi pedepse mai severe. Unele jurisdicții au linii directoare judiciare care impun o pedeapsă minimă obligatorie pentru anumite situații. Condamnările pentru DUI pot duce la ani de închisoare și alte pedepse, variind de la amenzi și alte sancțiuni financiare până la confiscarea plăcuțelor de înmatriculare și a vehiculului. În multe jurisdicții, un judecător poate ordona, de asemenea, instalarea unui dispozitiv de dispozitiv de blocare a contactului la pornire. Unele jurisdicții impun ca șoferii condamnați pentru infracțiuni DUI să utilizeze plăcuțe de înmatriculare speciale, ușor de distins de plăcuțele obișnuite, cunoscute în limbaj popular sub numele de „plăcuțe de petrecere” sau „plăcuțe de whisky”.
Criminologul Hung-En Sung a concluzionat în 2016 că, în ceea ce privește reducerea conducerii sub influența alcoolului, aplicarea legii nu s-a dovedit în general eficientă. La nivel mondial, majoritatea celor care conduc sub influența alcoolului nu sunt arestați. Cel puțin două treimi din decesele legate de alcool implică șoferi care conduc din nou sub influența alcoolului după o primă condamnare. Sung, comentând măsurile de control al conducerii sub influența alcoolului și al accidentelor rutiere legate de alcool, a menționat că cele care s-au dovedit eficiente includ „reducerea concentrațiilor legale de alcool în sânge, controlul punctelor de vânzare a băuturilor alcoolice, interdicții de conducere noaptea pentru minori, programe educaționale de tratament combinate cu suspendarea permisului pentru infractori și monitorizarea de către instanțe a infractorilor cu risc ridicat”.

### Legislația privind consimțământul implicit
Există legi în vigoare pentru a proteja cetățenii de șoferii beți, numite legi ale consimțământului implicit. Conducătorii oricărui vehicul motor își dau automat consimțământul la aceste legi, care includ testarea aferentă, atunci când încep să conducă.
În majoritatea jurisdicțiilor (cu excepția notabilă a câtorva, precum Brazilia), refuzul consimțământului este o infracțiune distinctă față de conducerea sub influența alcoolului (DUI) și are propriile sale consecințe. Au existat cazuri în care șoferii au fost „achitați de infracțiunea DUI și condamnați pentru refuz (sunt infracțiuni separate), adesea cu consecințe semnificative (de obicei suspendarea permisului)”. Un șofer trebuie să își dea consimțământul deplin pentru a se supune testelor, deoarece „orice lucru mai puțin decât o aprobare necalificată, lipsită de echivoc, de a efectua testul etilotest constituie un refuz”. De asemenea, s-a decis că inculpații nu au voie să solicite efectuarea testului după ce l-au refuzat deja, pentru a ajuta munca polițiștilor „de a elimina de pe șosele șoferii intoxicați” și de a asigura acuratețea tuturor rezultatelor.

### Statele Unite
Statele Unite au o jurisprudență vastă și programe de aplicare a legii legate de conducerea sub influența alcoolului.

## Soluții

### Reducerea consumului de alcool
Studiile au arătat că există diferite metode care pot ajuta la reducerea consumului de alcool:
- creșterea prețului alcoolului.[35]
- restricționarea orelor de program ale localurilor unde se poate cumpăra și consuma alcool
- restricționarea locurilor unde se poate cumpăra și consuma alcool, cum ar fi interzicerea vânzării alcoolului în benzinării și restaurante din zonele de tranzit
- creșterea vârstei minime pentru consumul de alcool.[35]

### Separarea băutului de conducere

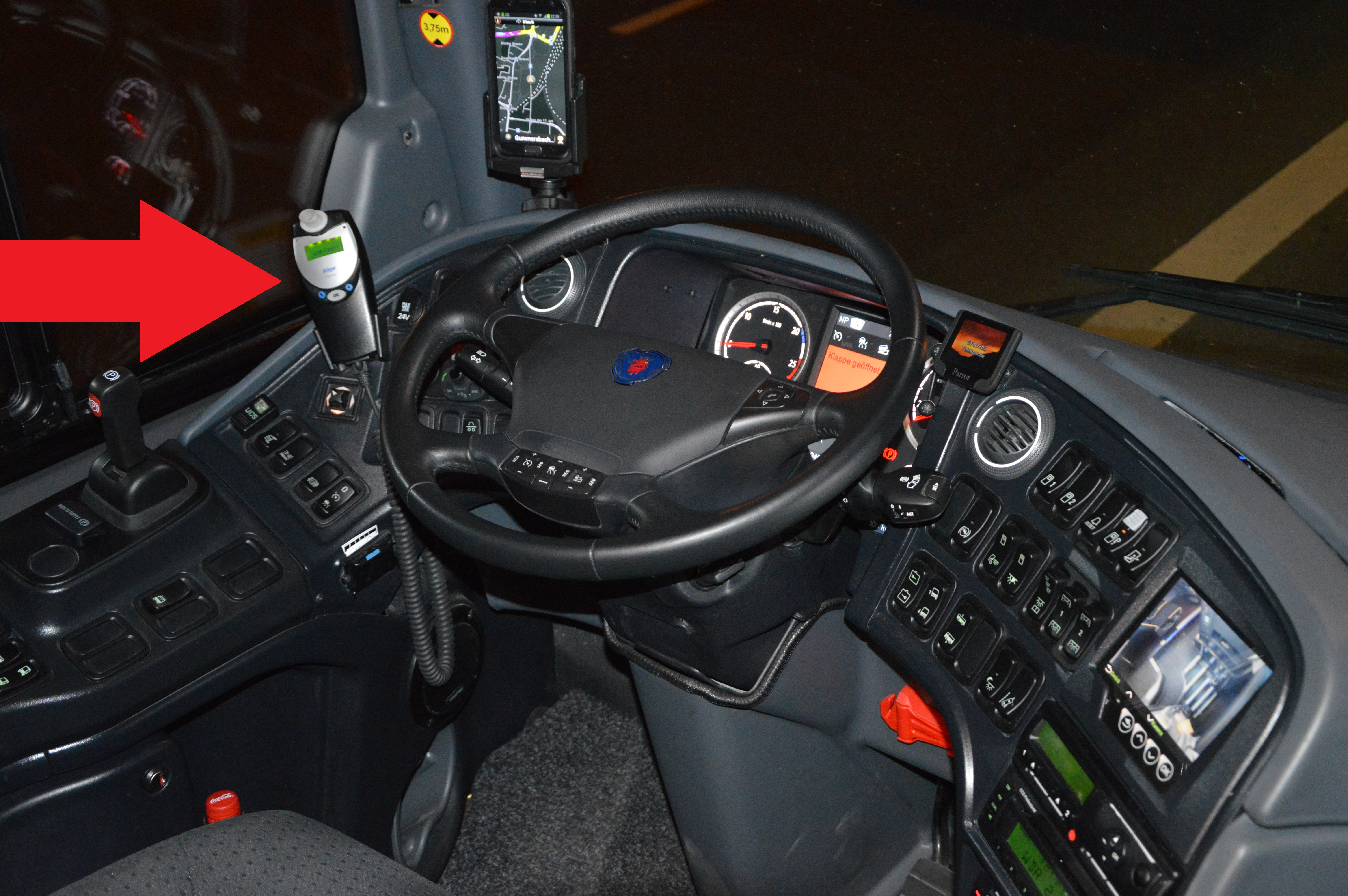
Un dispozitiv de blocare a contactului (săgeată roșie) într-un autobuz Scania

Un instrument utilizat pentru a separa consumul de alcool de condus este dispozitivul de blocare a contactului la pornire. Acesta necesită ca șoferul să sufle într-un muștiuc al dispozitivului înainte de a porni sau de a continua să conducă vehiculul. Acest instrument este utilizat în programele de reabilitare și pentru autobuzele școlare. Studiile indică faptul că dispozitivele de blocare a contactului la pornire pot reduce infracțiunile de conducere sub influența alcoolului cu valori cuprinse între 35% și 90%, inclusiv 60% conform unui studiu suedez, 67% conform CDCP și o medie de 64% conform mai multor studii. Statele Unite ar putea impune sisteme de monitorizare pentru a opri șoferii intoxicați în vehiculele noi începând cu anul 2026.

#### Programe pentru șoferii treji
Un program pentru șoferii treji ajută la separarea consumului de alcool de condus în locuri sociale precum restaurante, discoteci, puburi, baruri. Într-un astfel de program, un grup alege cine va fi șofer înainte de a merge într-un loc unde se va consuma alcool; șoferii se abțin de la consumul de alcool. Membrii grupului care nu conduc ar trebui să plătească pentru un taxi când le vine rândul.

### Reducerea limitei legale a concentrației de alcool în sânge
Reducerea limitei legale de la 0,8 g/L la 0,5 g/L a dus la o scădere a numărului de accidente mortale cu 2% în unele țări europene; rezultate similare au fost obținute și în Statele Unite. Limitele legale mai scăzute (0,1 g/L în Austria și 0 g/L în Australia și Statele Unite) au ajutat la reducerea numărului de decese în rândul șoferilor tineri. Cu toate acestea, în Scoția, reducerea limitei legale a alcoolemiei de la 0,08% la 0,05% nu a dus la o scădere a numărului de coliziuni rutiere în primii doi ani de la introducerea noii legi. O posibilă explicație ar putea fi publicitatea deficitară și aplicarea laxă a noii legi, precum și lipsa testelor de alcoolemie aleatorii.

### Aplicarea legii de către poliție
Aplicarea limitei legale pentru consumul de alcool este metoda obișnuită de reducere a conducerii sub influența alcoolului.
Experiența arată că:
- introducerea testelor etilotest de către poliție în anii 1970 a avut un efect semnificativ, însă alcoolul rămâne un factor în 25% din totalul accidentelor mortale din Europa[35]
- amenzile par să aibă un efect mic asupra reducerii conducerii sub influența alcoolului[35]
- măsurile privind permisul de conducere cu o durată de 3 până la 12 luni[necesită clarificare]
- închisoarea este remediul cel mai puțin eficient

### Educație

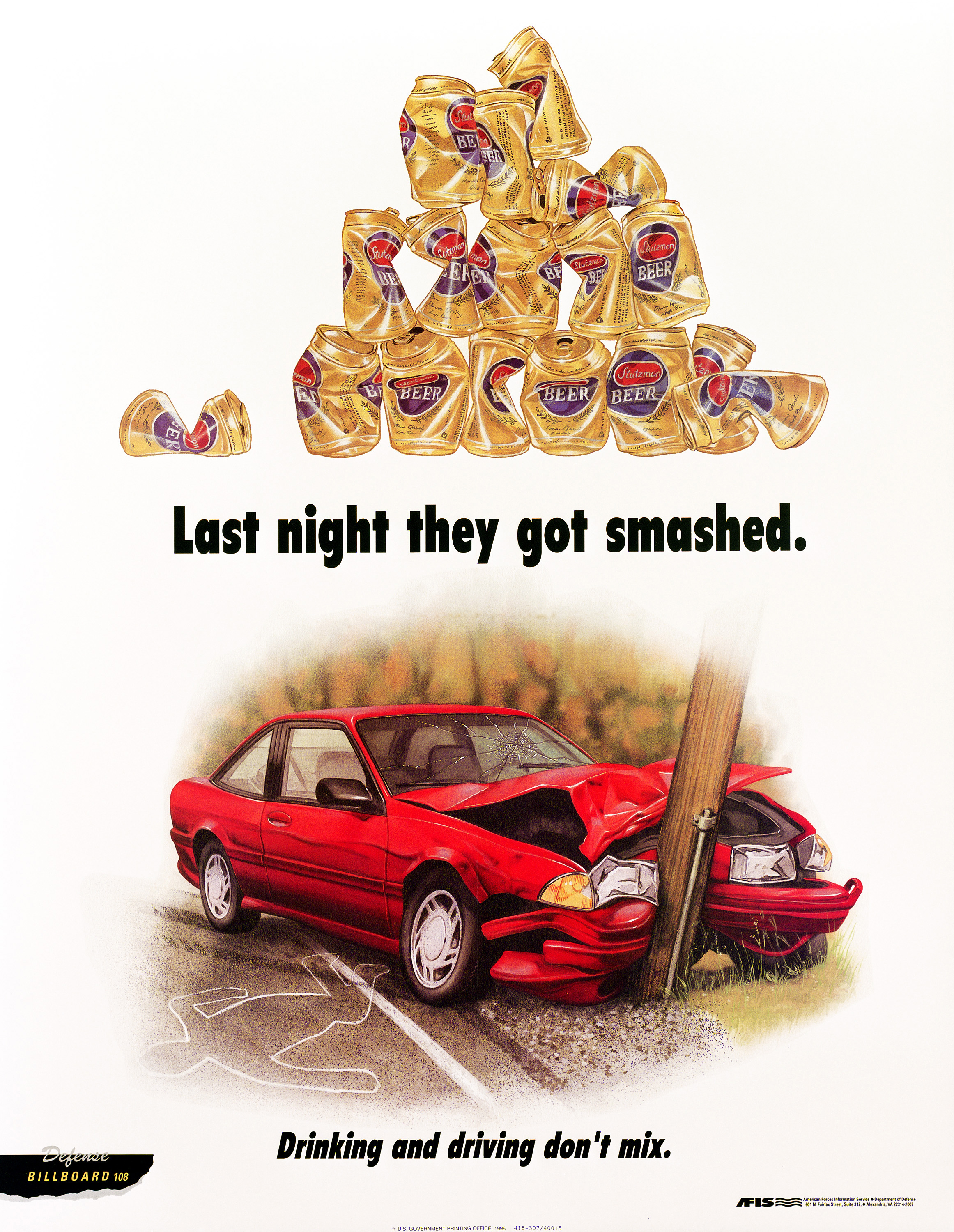
Afiș din SUA din 1994 cu mesajul „Alcoolul și șofatul nu se amestecă”

Programele educaționale folosite pentru a reduce nivelul conducerii sub influența alcoolului includ:
- educația rutieră în școli și în cadrul cursurilor de bază pentru obținerea permisului de conducere
- cursuri de perfecționare a conducătorilor auto axate pe consumul de alcool (cursuri de reabilitare)
- campanii publice
- promovarea culturii siguranței

## Prevalența
În Statele Unite, agențiile locale de aplicare a legii au efectuat 1.467.300 de arestări pe plan național pentru conducere sub influența alcoolului în 1996, comparativ cu 1,9 milioane de astfel de arestări în anul de vârf 1983. În 1997, se estimează că 513.200 de infractori DUI se aflau în închisoare sau arest preventiv, în scădere de la 593.000 în 1990 și în creștere față de 270.100 în 1986. În Statele Unite, infracțiunile DUI și coliziunile legate de alcool produc daune estimate la 45 de miliarde de dolari în fiecare an.
În Europa, aproximativ 25% din toate decesele rutiere sunt legate de alcool, în timp ce foarte puțini europeni conduc sub influența alcoolului. Potrivit estimărilor, 3,85% dintre șoferii din Uniunea Europeană conduc cu o alcoolemie de 0,2 g/L și 1,65% cu o alcoolemie de 0,5 g/L sau mai mare. Pentru consumul de alcool în combinație cu droguri și medicamente, ratele sunt de 0,35% și, respectiv, 0,16%.